# Diana Sinnige
Diana Sinnige es una deportista canadiense que compitió en remo. Ganó dos medallas en el Campeonato Mundial de Remo, en los años 1984 y 1990.

## Palmarés internacional
| Campeonato Mundial | Campeonato Mundial   | Campeonato Mundial | Campeonato Mundial        |
| Año                | Lugar                | Medalla            | Prueba                    |
| ------------------ | -------------------- | ------------------ | ------------------------- |
| 1984               | Montreal (Canadá)    | Medalla de bronce  | Ocho con timonel ligero   |
| 1990               | Tasmania (Australia) | Medalla de oro     | Cuatro sin timonel ligero |